# Großer Preis von Kanada 1982
Der Große Preis von Kanada 1982 (offiziell XXI Grand Prix du Canada) fand am 13. Juni auf dem Circuit Île Notre-Dame in Montreal statt und war das achte Rennen der Formel-1-Weltmeisterschaft 1982.

## Berichte

### Hintergrund
Die einzige Veränderung innerhalb des Fahrerfeldes im Vergleich zum Großen Preis der USA Ost war die Rückkehr von Geoff Lees, der bei Theodore Racing als Vertretung für Jan Lammers einsprang.

### Training
Didier Pironi qualifizierte sich mit dem Ferrari 126C2 für die Pole-Position vor den beiden ebenfalls mit Turbomotoren ausgestatteten Renault-Piloten Alain Prost und René Arnoux. Nelson Piquet, der am Wochenende zuvor die Qualifikation mit dem Brabham-BMW verfehlt hatte, erreichte den vierten Startplatz vor Bruno Giacomelli und John Watson.

### Rennen
Am Start würgte Pironi seinen Motor ab. Den meisten nachfolgenden Fahrern gelang es, das unerwartete Hindernis zu umfahren. Raul Boesel reagierte jedoch sehr spät und berührte den stehenden Ferrari leicht. Riccardo Paletti, dem die Sicht auf das stehende Fahrzeug durch Boesel zuvor versperrt worden war, konnte nicht rechtzeitig reagieren und prallte mit Wucht in das Heck des Ferrari, der daraufhin quer über die Strecke in den Wagen des zeitgleich vorbeifahrenden Lees gestoßen wurde. Pironi blieb unverletzt und kam sofort den Streckenposten zu Hilfe, die mit Unterstützung des Formel-1-Arztes Sid Watkins versuchten, den schwer verletzten Paletti aus seinem Wrack zu befreien. Während der Bergung, die rund eine halbe Stunde dauerte, kam es kurzzeitig zu einem Brand, der jedoch schnell gelöscht werden konnte. Paletti wurde per Hubschrauber ins Krankenhaus gebracht, wo er rund zwei Stunden später seinen Verletzungen erlag.
Das Rennen, das nach dem Startunfall sofort abgebrochen worden war, wurde gegen 18 Uhr Ortszeit neu gestartet. Während Pironi in einem T-Car teilnehmen konnte, musste Lees auf den Neustart verzichten, da er keinen Ersatzwagen zur Verfügung hatte. Jean-Pierre Jarier verzichtete aufgrund des Todes seines Teamkollegen auf die Teilnahme.
Während Pironi vor Arnoux, Prost, Piquet und Watson in Führung ging, kollidierte Nigel Mansell in der ersten Runde mit Giacomelli und verletzte sich. Aufgrund mangelnden Handlings des Ersatz-Ferrari fiel Pironi bis zur dritten Runde auf den vierten Rang zurück.
In der neunten Runde übernahm Piquet die Führung. Diese wurde ab der 29. Runde von Patrese, der vom achten Platz aus gestartet war, zu einer Brabham-Doppelführung ergänzt. Nachdem beide Renault-Piloten ausgefallen waren, lag Andrea de Cesaris ab der 31. Runde auf dem dritten Rang vor Eddie Cheever. Da diesen beiden sowie dem Fünftplatzierten Derek Daly kurz vor dem Ende des Rennens das Benzin ausging, erreichte letztendlich Watson den Podiumsplatz. Elio de Angelis belegte den vierten Rang vor Marc Surer und de Cesaris, der aufgrund seiner zurückgelegten Distanz als Sechster gewertet wurde.

## Meldeliste
| Team                           | Nr. | Fahrer             | Chassis        | Motor                    | Reifen |
| ------------------------------ | --- | ------------------ | -------------- | ------------------------ | ------ |
| Parmalat Racing Team           | 01  | Nelson Piquet      | Brabham BT50   | BMW M12/13 1,5 L4t       | G      |
| Parmalat Racing Team           | 02  | Riccardo Patrese   | Brabham BT49D  | Ford Cosworth DFV 3.0 V8 | G      |
| Team Tyrrell                   | 03  | Michele Alboreto   | Tyrrell 011    | Ford Cosworth DFV 3.0 V8 | G      |
| Team Tyrrell                   | 04  | Brian Henton       | Tyrrell 011    | Ford Cosworth DFV 3.0 V8 | G      |
| TAG Williams Team              | 05  | Derek Daly         | Williams FW08  | Ford Cosworth DFV 3.0 V8 | G      |
| TAG Williams Team              | 06  | Keke Rosberg       | Williams FW08  | Ford Cosworth DFV 3.0 V8 | G      |
| Marlboro McLaren International | 07  | John Watson        | McLaren MP4/1B | Ford Cosworth DFV 3.0 V8 | M      |
| Marlboro McLaren International | 08  | Niki Lauda         | McLaren MP4/1B | Ford Cosworth DFV 3.0 V8 | M      |
| Team ATS                       | 09  | Manfred Winkelhock | ATS D5         | Ford Cosworth DFV 3.0 V8 | G      |
| Team ATS                       | 10  | Eliseo Salazar     | ATS D5         | Ford Cosworth DFV 3.0 V8 | G      |
| John Player Team Lotus         | 11  | Elio de Angelis    | Lotus 91       | Ford Cosworth DFV 3.0 V8 | G      |
| John Player Team Lotus         | 12  | Nigel Mansell      | Lotus 91       | Ford Cosworth DFV 3.0 V8 | G      |
| Ensign Racing                  | 14  | Roberto Guerrero   | Ensign N181    | Ford Cosworth DFV 3.0 V8 | P      |
| Équipe Renault Elf             | 15  | Alain Prost        | Renault RE30B  | Renault EF1 1.5 V6t      | M      |
| Équipe Renault Elf             | 16  | René Arnoux        | Renault RE30B  | Renault EF1 1.5 V6t      | M      |
| Rothmans March Grand Prix Team | 17  | Jochen Mass        | March 821      | Ford Cosworth DFV 3.0 V8 | A      |
| Rothmans March Grand Prix Team | 18  | Raul Boesel        | March 821      | Ford Cosworth DFV 3.0 V8 | A      |
| LBT Team March                 | 19  | Emilio de Villota  | March 821      | Ford Cosworth DFV 3.0 V8 | A      |
| Fittipaldi Automotive          | 20  | Chico Serra        | Fittipaldi F8D | Ford Cosworth DFV 3.0 V8 | P      |
| Marlboro Team Alfa Romeo       | 22  | Andrea de Cesaris  | Alfa Romeo 182 | Alfa Romeo 1260 3.0 V12  | M      |
| Marlboro Team Alfa Romeo       | 23  | Bruno Giacomelli   | Alfa Romeo 182 | Alfa Romeo 1260 3.0 V12  | M      |
| Équipe Talbot Gitanes          | 25  | Eddie Cheever      | Ligier JS17B   | Matra MS81 3.0 V12       | M      |
| Équipe Talbot Gitanes          | 26  | Jacques Laffite    | Ligier JS17B   | Matra MS81 3.0 V12       | M      |
| Scuderia Ferrari SpA SEFAC     | 28  | Didier Pironi      | Ferrari 126C2  | Ferrari 021 1.5 V6t      | G      |
| Arrows Racing Team             | 29  | Marc Surer         | Arrows A4      | Ford Cosworth DFV 3.0 V8 | P      |
| Arrows Racing Team             | 30  | Mauro Baldi        | Arrows A4      | Ford Cosworth DFV 3.0 V8 | P      |
| Osella Squadra Corse           | 31  | Jean-Pierre Jarier | Osella FA1C    | Ford Cosworth DFV 3.0 V8 | P      |
| Osella Squadra Corse           | 32  | Riccardo Paletti   | Osella FA1C    | Ford Cosworth DFV 3.0 V8 | P      |
| Theodore Racing Team           | 33  | Geoff Lees         | Theodore TY02  | Ford Cosworth DFV 3.0 V8 | G      |

## Klassifikationen

### Qualifying
| Pos. | Fahrer             | Konstrukteur    | Qualifikationstraining 1 | Qualifikationstraining 1 | Qualifikationstraining 2 | Qualifikationstraining 2 | Start |
| Pos. | Fahrer             | Konstrukteur    | Zeit                     | Ø-Geschwindigkeit        | Zeit                     | Ø-Geschwindigkeit        | Start |
| ---- | ------------------ | --------------- | ------------------------ | ------------------------ | ------------------------ | ------------------------ | ----- |
| 01   | Didier Pironi      | Ferrari         | 1:31,332                 | 173,827 km/h             | 1:27,509                 | 181,421 km/h             | 01    |
| 02   | René Arnoux        | Renault         | 1:31,494                 | 173,520 km/h             | 1:27,895                 | 180,625 km/h             | 02    |
| 03   | Alain Prost        | Renault         | 1:32,258                 | 172,083 km/h             | 1:28,563                 | 179,262 km/h             | 03    |
| 04   | Nelson Piquet      | Brabham-BMW     | 1:32,105                 | 172,368 km/h             | 1:28,663                 | 179,060 km/h             | 04    |
| 05   | Bruno Giacomelli   | Alfa Romeo      | 1:33,136                 | 170,460 km/h             | 1:28,740                 | 178,905 km/h             | 05    |
| 06   | John Watson        | McLaren-Ford    | 1:35,027                 | 167,068 km/h             | 1:28,822                 | 178,740 km/h             | 06    |
| 07   | Keke Rosberg       | Williams-Ford   | 1:30,963                 | 174,533 km/h             | 1:28,874                 | 178,635 km/h             | 07    |
| 08   | Riccardo Patrese   | Brabham-Ford    | 1:31,343                 | 173,806 km/h             | 1:28,999                 | 178,384 km/h             | 08    |
| 09   | Andrea de Cesaris  | Alfa Romeo      | 1:30,286                 | 175,841 km/h             | 1:29,183                 | 178,016 km/h             | 09    |
| 10   | Elio de Angelis    | Lotus-Ford      | 1:33,242                 | 170,267 km/h             | 1:29,228                 | 177,926 km/h             | 10    |
| 11   | Niki Lauda         | McLaren-Ford    | 1:32,246                 | 172,105 km/h             | 1:29,544                 | 177,298 km/h             | 11    |
| 12   | Eddie Cheever      | Ligier-Matra    | 1:32,969                 | 170,767 km/h             | 1:29,590                 | 177,207 km/h             | 12    |
| 13   | Derek Daly         | Williams-Ford   | 1:31,757                 | 173,022 km/h             | 1:29,883                 | 176,630 km/h             | 13    |
| 14   | Nigel Mansell      | Lotus-Ford      | 1:33,023                 | 170,667 km/h             | 1:30,048                 | 176,306 km/h             | 14    |
| 15   | Michele Alboreto   | Tyrrell-Ford    | 1:32,792                 | 171,092 km/h             | 1:30,146                 | 176,114 km/h             | 15    |
| 16   | Marc Surer         | Arrows-Ford     | 1:36,428                 | 164,641 km/h             | 1:30,518                 | 175,391 km/h             | 16    |
| 17   | Mauro Baldi        | Arrows-Ford     | 1:38,956                 | 160,435 km/h             | 1:30,599                 | 175,234 km/h             | 17    |
| 18   | Jean-Pierre Jarier | Osella-Ford     | 1:41,588                 | 156,278 km/h             | 1:30,717                 | 175,006 km/h             | 18    |
| 19   | Jacques Laffite    | Ligier-Matra    | 1:33,664                 | 169,499 km/h             | 1:30,946                 | 174,565 km/h             | 19    |
| 20   | Roberto Guerrero   | Ensign-Ford     | 1:36,524                 | 164,477 km/h             | 1:31,235                 | 174,012 km/h             | 20    |
| 21   | Raul Boesel        | March-Ford      | 1:35,573                 | 166,114 km/h             | 1:31,759                 | 173,018 km/h             | 21    |
| 22   | Jochen Mass        | March-Ford      | 1:33,756                 | 169,333 km/h             | 1:31,861                 | 172,826 km/h             | 22    |
| 23   | Riccardo Paletti   | Osella-Ford     | 1:41,020                 | 157,157 km/h             | 1:31,901                 | 172,751 km/h             | 23    |
| 24   | Eliseo Salazar     | ATS-Ford        | 1:39,542                 | 159,490 km/h             | 1:32,203                 | 172,185 km/h             | 24    |
| 25   | Geoff Lees         | Theodore-Ford   | 1:36,359                 | 164,759 km/h             | 1:32,205                 | 172,182 km/h             | 25    |
| 26   | Brian Henton       | Tyrrell-Ford    | 1:39,211                 | 160,023 km/h             | 1:32,325                 | 171,958 km/h             | 26    |
| DNQ  | Manfred Winkelhock | ATS-Ford        | keine Zeit               | –                        | 1:32,359                 | 171,894 km/h             | –     |
| DNQ  | Emilio de Villota  | March-Ford      | 1:37,409                 | 162,983 km/h             | 1:34,045                 | 168,813 km/h             | –     |
| DNQ  | Chico Serra        | Fittipaldi-Ford | 1:37,678                 | 162,534 km/h             | 1:42,730                 | 154,541 km/h             | –     |

### Rennen
| Pos. | Fahrer             | Konstrukteur  | Runden | Stopps | Zeit        | Start | Schnellste Runde |
| ---- | ------------------ | ------------- | ------ | ------ | ----------- | ----- | ---------------- |
| 01   | Nelson Piquet      | Brabham-BMW   | 70     | 0      | 1:46:39,577 | 04    | 1:29,645         |
| 02   | Riccardo Patrese   | Brabham-Ford  | 70     | 0      | + 13,799    | 08    | 1:29,156         |
| 03   | John Watson        | McLaren-Ford  | 70     | 0      | + 1:01,836  | 06    | 1:30,372         |
| 04   | Elio de Angelis    | Lotus-Ford    | 69     | 0      | + 1 Runde   | 10    | 1:31,508         |
| 05   | Marc Surer         | Arrows-Ford   | 69     | 0      | + 1 Runde   | 16    | 1:31,140         |
| 06   | Andrea de Cesaris  | Alfa Romeo    | 68     | 0      | DNF         | 09    | 1:29,559         |
| 07   | Derek Daly         | Williams-Ford | 68     | 0      | DNF         | 13    | 1:30,765         |
| 08   | Mauro Baldi        | Arrows-Ford   | 68     | 0      | + 2 Runden  | 17    | 1:32,173         |
| 09   | Didier Pironi      | Ferrari       | 67     | 3      | + 3 Runden  | 01    | 1:28,323 (66.)   |
| 10   | Eddie Cheever      | Ligier-Matra  | 66     | 0      | DNF         | 12    | 1:29,613         |
| 11   | Jochen Mass        | March-Ford    | 66     | 1      | + 4 Runden  | 22    | 1:32,974         |
| –    | Brian Henton       | Tyrrell-Ford  | 58     | 2      | NC          | 26    | 1:31,236         |
| –    | Keke Rosberg       | Williams-Ford | 51     | 0      | DNF         | 07    | 1:30,800         |
| –    | Raul Boesel        | March-Ford    | 47     | 0      | DNF         | 21    | 1:33,353         |
| –    | Michele Alboreto   | Tyrrell-Ford  | 41     | 0      | DNF         | 15    | 1:33,296         |
| –    | Alain Prost        | Renault       | 30     | 0      | DNF         | 03    | 1:31,426         |
| –    | René Arnoux        | Renault       | 28     | 0      | DNF         | 02    | 1:30,139         |
| –    | Eliseo Salazar     | ATS-Ford      | 20     | 0      | DNF         | 24    | 1:33,745         |
| –    | Niki Lauda         | McLaren-Ford  | 17     | 0      | DNF         | 11    | 1:33,456         |
| –    | Jacques Laffite    | Ligier-Matra  | 8      | 0      | DNF         | 19    | 1:33,718         |
| –    | Roberto Guerrero   | Ensign-Ford   | 2      | 0      | DNF         | 20    | 3:07,925         |
| –    | Bruno Giacomelli   | Alfa Romeo    | 1      | 0      | DNF         | 05    | 1:40,559         |
| –    | Nigel Mansell      | Lotus-Ford    | 1      | 0      | DNF         | 14    | 1:43,786         |
| –    | Jean-Pierre Jarier | Osella-Ford   | 0      | 0      | DNF         | 18    | –                |
| –    | Riccardo Paletti   | Osella-Ford   | 0      | 0      | DNF         | 23    | –                |
| –    | Geoff Lees         | Theodore-Ford | 0      | 0      | DNF         | 25    | –                |

## WM-Stände nach dem Rennen
Die ersten sechs des Rennens bekamen 9, 6, 4, 3, 2 bzw. 1 Punkt(e). In der Fahrerwertung wurden die besten elf Resultate, in der Konstrukteurswertung alle Resultate gewertet.

### Fahrerwertung
| Pos. | Fahrer              | Konstrukteur                  | Punkte |
| ---- | ------------------- | ----------------------------- | ------ |
| 01   | John Watson         | McLaren-Ford                  | 30     |
| 02   | Didier Pironi       | Ferrari                       | 20     |
| 03   | Riccardo Patrese    | Brabham-Ford / Brabham-BMW    | 19     |
| 04   | Alain Prost         | Renault                       | 18     |
| 05   | Keke Rosberg        | Williams-Ford                 | 17     |
| 06   | Niki Lauda          | McLaren-Ford                  | 12     |
| 07   | Nelson Piquet       | Brabham-Ford / Brabham-BMW    | 11     |
| 08   | Eddie Cheever       | Ligier-Matra                  | 10     |
| 09   | Michele Alboreto    | Tyrrell-Ford                  | 10     |
| 10   | Elio de Angelis     | Lotus-Ford                    | 10     |
| 11   | Nigel Mansell       | Lotus-Ford                    | 7      |
| 12   | Carlos Reutemann    | Williams-Ford                 | 6      |
| 13   | Gilles Villeneuve † | Ferrari                       | 6      |
| 14   | Andrea de Cesaris   | Alfa Romeo                    | 5      |
| 15   | René Arnoux         | Renault                       | 4      |
| 16   | Jean-Pierre Jarier  | Osella-Ford                   | 3      |
| 17   | Derek Daly          | Theodore-Ford / Williams-Ford | 3      |

| Pos. | Fahrer             | Konstrukteur               | Punkte |
| ---- | ------------------ | -------------------------- | ------ |
| 18   | Eliseo Salazar     | ATS-Ford                   | 2      |
| 19   | Manfred Winkelhock | ATS-Ford                   | 2      |
| 20   | Marc Surer         | Arrows-Ford                | 2      |
| 21   | Chico Serra        | Fittipaldi-Ford            | 1      |
| 22   | Jacques Laffite    | Ligier-Matra               | 1      |
| 23   | Slim Borgudd       | Tyrrell-Ford               | 0      |
| 24   | Jochen Mass        | March-Ford                 | 0      |
| 25   | Raul Boesel        | March-Ford                 | 0      |
| 26   | Brian Henton       | Arrows-Ford / Tyrrell-Ford | 0      |
| 27   | Mauro Baldi        | Arrows-Ford                | 0      |
| 28   | Bruno Giacomelli   | Alfa Romeo                 | 0      |
| –    | Derek Warwick      | Toleman-Hart               | 0      |
| –    | Roberto Guerrero   | Ensign-Ford                | 0      |
| –    | Mario Andretti     | Williams-Ford              | 0      |
| –    | Teo Fabi           | Toleman-Hart               | 0      |
| –    | Riccardo Paletti † | Osella-Ford                | 0      |
| –    | Geoff Lees         | Theodore-Ford              | 0      |

### Konstrukteurswertung
| Pos. | Konstrukteur  | Punkte |
| ---- | ------------- | ------ |
| 01   | McLaren-Ford  | 42     |
| 02   | Ferrari       | 26     |
| 03   | Williams-Ford | 26     |
| 04   | Renault       | 22     |
| 05   | Brabham-Ford  | 19     |
| 06   | Lotus-Ford    | 17     |
| 07   | Brabham-BMW   | 11     |
| 08   | Ligier-Matra  | 11     |
| 09   | Tyrrell-Ford  | 10     |

| Pos. | Konstrukteur    | Punkte |
| ---- | --------------- | ------ |
| 10   | Alfa Romeo      | 5      |
| 11   | ATS-Ford        | 4      |
| 12   | Osella-Ford     | 3      |
| 13   | Arrows-Ford     | 2      |
| 14   | Fittipaldi-Ford | 1      |
| 15   | March-Ford      | 0      |
| 16   | Theodore-Ford   | 0      |
| –    | Toleman-Hart    | 0      |
| –    | Ensign-Ford     | 0      |